# Jean Ogier de Gombauld
Jean Ogier de Gombauld, o Gombault o Gombaud (Saint-Just-Luzac, 1576 – Parigi, 1666), è stato un drammaturgo e poeta francese, membro dell'Académie française, nella quale occupò per primo il seggio numero 5.
Poeta di fama fra i suoi contemporanei, fu anche autore di romanzi, la cui qualità viene descritta come "mediocre". Goumbald era un ugonotto.